# Stenopogon ozenae
Stenopogon ozenae là một loài ruồi trong họ Asilidae. Stenopogon ozenae được Wilcox miêu tả năm 1971. Loài này phân bố ở vùng Tân Bắc giới.